# Premiul Juriului Ecumenic
Premiul Juriului Ecumenic (franceză Prix du Jury Œcuménique) este un premiu de film independent care se acordă filmelor artistice de lung metraj la mai multe din festivalurile importante de film, începând cu 1973.
Premiul a fost creat de către realizatori de filme creștini, critici de film și alți profesioniști din lumea filmului. Obiectivul premierii este „de a onora lucrări de artă [cinematografică] de mare calitate, care subliniază puterea filmului de releva inefabilele adâncuri ale ființei umane prin relevarea a ceea ce este important pentru om, precum și [prin sublinierea] durerilor, căderile și speranțele sale”.
Juriul Ecumenic poate să fie alcătuit din 8, 6, 5, 4 ori 3 membri, care sunt nominalizați de către SIGNIS (nume oficial, World Catholic Association for Communication, Asociația mondială catolică pentru comunicații) pentru catolici și organizația Interfilm pentru protestanți. SIGNIS și Interfilm numesc jurii ecumenice care să participe la festivaluri internaționale de film, incluzând Festivalul Internațional de Film de la Cannes (unde Juriul Ecumenic (franceză Jury Œcuménique) este unul din cele trei jurii ale festivalului, alături de juriul oficial al festivalului și de Juriul FIPRESCI), festivalul Internațional de film de la Berlin, Festivalul Internațional de Film de la Locarno, Festivalul Mondial de Film de la Montreal și Festivalul Internațional de Film de la Karlovy Vary.

## Câștigătorii premiului

### Locarno (din 1973)
| An   | Film                                                                 | Regizor                                       | Țară                       |
| ---- | -------------------------------------------------------------------- | --------------------------------------------- | -------------------------- |
| 1973 | The Illumination (Iluminacja)                                        | Krzysztof Zanussi                             | Polonia                    |
| 1974 | 25 Fireman's Street (Tüzolto Utca 25)                                | István Szabó                                  | Ungaria                    |
| 1974 | 27 Down                                                              | Awtar Krishna Kaul                            | India                      |
| 1975 | Noua                                                                 | Abdelaziz Tolbi                               | Algeria                    |
| 1976 | Harvest: 3,000 Years (Mirt Sost Shi Amit)                            | Haile Gerima                                  | Etiopia                    |
| 1977 | The Guest: An episode in the Life of Eugène Marais                   | Ross Devenish                                 | Africa de Sud              |
| 1978 | Baara                                                                | Souleymane Cissé                              | Mali                       |
| 1979 | Les petites fugues                                                   | Yves Yersin                                   | Elveția                    |
| 1980 | In for Treatment (Opname)                                            | Marja Kok, Erik van Zuylen                    | Țările de Jos              |
| 1981 | Chakra (चक्र)                                                         | Rabindra Dharmaraj                            | India                      |
| 1982 | Parti sans laisser d'adresse                                         | Jacqueline Veuve                              | Franța                     |
| 1983 | The Planet 'Tailor' (Planeta krawiec)                                | Jerzy Domaradzki                              | Polonia                    |
| 1984 | The Terence Davies Trilogy                                           | Terence Davies                                | Regatul Unit               |
| 1984 | Tiznao                                                               | Salvador Bonet, Dominique Cassuto de Bonet    | Venezuela                  |
| 1985 | Alpine Fire (Höhenfeuer)                                             | Fredi M. Murer                                | Elveția                    |
| 1986 | Lamb                                                                 | Colin Gregg                                   | Regatul Unit               |
| 1987 | With Love to the Person Next to Me                                   | Brian McKenzie                                | Australia                  |
| 1988 | Family Viewing                                                       | Atom Egoyan                                   | Canada                     |
| 1989 | Why Has Bodhi-Dharma Left for the East? (달마가 동쪽으로 간 까닭은?) | Bae Yong-kyun                                 | Coreea de Sud              |
| 1990 | Hush-a-Bye Baby                                                      | Margo Harkin                                  | Regatul Unit               |
| 1991 | Cloud-Paradise (Облако-рай)                                          | Nikolai Dostal                                | Uniunea Sovietică          |
| 1992 | Family Portrait (四十不惑)                                           | Li Shaohong                                   | China                      |
| 1993 | Bhaji on the Beach (भाजी ऑन द बीच)                                      | Gurinder Chadha                               | Format:GRB                 |
| 1994 | Ermo (二嫫)                                                          | Zhou Xiaowen                                  | China                      |
| 1995 | Sept En Attente                                                      | Françoise Etchegaray                          | Franța                     |
| 1996 | Honey and Ashes (Miel et cendres)                                    | Nadia Farès                                   | Elveția Tunisia            |
| 1997 | The Crazy Stranger (Gadjo dilo)                                      | Tony Gatlif                                   | Franța                     |
| 1998 | Titanic Town                                                         | Roger Michell                                 | Format:GRB                 |
| 1999 | Life Doesn't Scare Me (La vie ne me fait pas peur)                   | Noémie Lvovsky                                | Franța                     |
| 2000 | Father (爸爸)                                                        | Wang Shuo                                     | China                      |
| 2001 | L'Afrance                                                            | Alain Gomis                                   | Franța Senegal             |
| 2001 | Promises (special prize)                                             | Carlos Bolado, B.Z. Goldberg, Justine Shapiro | Statele Unite ale Americii |
| 2002 | The Cage (La cage)                                                   | Alain Raoust                                  | Franța                     |
| 2003 | Silent Waters (خاموش پانی)                                           | Sabiha Sumar                                  | Pakistan                   |
| 2004 | Yasmin                                                               | Kenneth Glenaan                               | Germania Format:GRB        |
| 2005 | The Novena (La Neuvaine)                                             | Bernard Émond                                 | Canada                     |
| 2006 | Water (Agua)                                                         | Verónica Chen                                 | Argentina Franța           |
| 2007 | The Yellow House (La maison jaune)                                   | Amor Hakkar                                   | Algeria Franța             |
| 2008 | Black Sea (Mar nero)                                                 | Federico Bondi                                | Italia                     |
| 2009 | Plato's Academy (Ακαδημία Πλάτωνος)                                  | Filippos Tsitos                               | Grecia                     |
| 2010 | Morgen                                                               | Marian Crișan                                 | România                    |
| 2011 | Special Flight (Vol spécial)                                         | Fernand Melgar                                | Elveția                    |
| 2012 | A Lady in Paris (Une Estonienne à Paris)                             | Ilmar Raag                                    | Franța Belgia Estonia      |
| 2013 | Short Term 12                                                        | Destin Daniel Cretton                         | Statele Unite ale Americii |
| 2014 | The Fool (Дурак)                                                     | Yuri Bykov                                    | Rusia                      |
| 2015 | Paradise (ما, در بهشت)                                               | Sina Ataeian Dena                             | Iran                       |
| 2016 | Godless (Bezbog)                                                     | Ralitza Petrova                               | Bulgaria                   |

### Cannes (din 1974)
| An   | Film                                                             | Regizor                     | Țară                       |
| ---- | ---------------------------------------------------------------- | --------------------------- | -------------------------- |
| 1974 | Ali: Fear Eats the Soul (Angst essen Seele auf)                  | Rainer Werner Fassbinder    | RFG                        |
| 1975 | The Enigma of Kaspar Hauser (Jeder für sich und Gott gegen alle) | Werner Herzog               | RFG                        |
| 1976 | nu s-a acordat                                                   |                             |                            |
| 1977 | Dantelăreasa (La dentellière)                                    | Claude Goretta              | Franța, Elveția            |
| 1978 | The Tree of Wooden Clogs (L'albero degli zoccoli)                | Ermanno Olmi                | Italia                     |
| 1979 | Without Anesthesia                                               | Andrzej Wajda               | Polonia                    |
| 1979 | Stalker (Сталкер)                                                | Andrei Tarkovsky            | Uniunea Sovietică          |
| 1980 | The Constant Factor (Constans)                                   | Krzysztof Zanussi           | Polonia                    |
| 1981 | Man of Iron (Człowiek z żelaza)                                  | Andrzej Wajda               | Polonia                    |
| 1982 | The Night of the Shooting Stars (La notte di San Lorenzo)        | Paolo and Vittorio Taviani  | Italia                     |
| 1983 | Nostalghia                                                       | Andrei Tarkovsky            | Italia                     |
| 1984 | Paris, Texas                                                     | Wim Wenders                 | RFG                        |
| 1985 | The Official Story (La historia oficial)                         | Luis Puenzo                 | Argentina                  |
| 1986 | The Sacrifice (Offret)                                           | Andrei Tarkovsky            | Suedia                     |
| 1987 | Repentance (Monanieba)                                           | Tengiz Abuladze             | Uniunea Sovietică          |
| 1988 | A World Apart                                                    | Chris Menges                | Regatul Unit               |
| 1989 | Jesus of Montreal                                                | Denys Arcand                | Canada                     |
| 1990 | Everybody's Fine (Stanno tutti bene)                             | Giuseppe Tornatore          | Italia                     |
| 1991 | The Double Life of Véronique                                     | Krzysztof Kieślowski        | Polonia                    |
| 1992 | The Stolen Children (Il ladro di bambini)                        | Gianni Amelio               | Italia                     |
| 1993 | Libera me                                                        | Alain Cavalier              | Franța                     |
| 1994 | To Live (活着 / Huozhe)                                          | Zhang Yimou                 | China                      |
| 1994 | Burnt by the Sun (Утомлённые солнцем / Utomlyonnye solntsem)     | Nikita Mikhalkov            | Rusia                      |
| 1995 | Land and Freedom                                                 | Ken Loach                   | Regatul Unit               |
| 1996 | Secrets & Lies                                                   | Mike Leigh                  | Regatul Unit               |
| 1997 | The Sweet Hereafter                                              | Atom Egoyan                 | Canada                     |
| 1998 | Eternity and a Day                                               | Theodoros Angelopoulos      | Grecia                     |
| 1999 | All About My Mother (Todo sobre mi madre)                        | Pedro Almodóvar             | Spania                     |
| 2000 | Eureka                                                           | Shinji Aoyama               | Japonia                    |
| 2001 | Kandahar                                                         | Mohsen Makhmalbaf           | Iran                       |
| 2002 | The Man Without a Past (Mies vailla menneisyyttä)                | Aki Kaurismäki              | Finlanda                   |
| 2003 | At Five in the Afternoon (Panj é asr)                            | Samira Makhmalbaf           | Iran                       |
| 2004 | The Motorcycle Diaries (Los diarios de motocicleta)              | Walter Salles               | Brazilia                   |
| 2005 | Hidden (Caché)                                                   | Michael Haneke              | Franța                     |
| 2006 | Babel                                                            | Alejandro González Iñárritu | Statele Unite ale Americii |
| 2007 | The Edge of Heaven (Auf der anderen Seite)                       | Fatih Akın                  | Germania                   |
| 2008 | Adoration                                                        | Atom Egoyan                 | Canada                     |
| 2009 | Looking for Eric                                                 | Ken Loach                   | Regatul Unit               |
| 2010 | Of Gods and Men (Des hommes et des dieux)                        | Xavier Beauvois             | Franța                     |
| 2011 | This Must Be the Place                                           | Paolo Sorrentino            | Italia                     |
| 2012 | The Hunt                                                         | Thomas Vinterberg           | Danemarca                  |
| 2013 | The Past                                                         | Asghar Farhadi              | Franța Iran                |
| 2014 | Timbuktu                                                         | Abderrahmane Sissako        | Franța Mauritania          |
| 2015 | Mia Madre                                                        | Nanni Moretti               | Italia                     |
| 2016 | It's Only the End of the World                                   | Xavier Dolan                | Canada Franța              |

### Montréal (din 1979)
| An   | Film                                                          | Regizor                  | Țară                       |
| ---- | ------------------------------------------------------------- | ------------------------ | -------------------------- |
| 1979 | Night-Flowers                                                 | Louis San Andres         | Statele Unite ale Americii |
| 1980 | Sunday Daughters (Vasárnapi szülök)                           | János Rózsa              | Ungaria                    |
| 1981 | Sally and Freedom (Sally och friheten)                        | Gunnel Lindblom          | Suedia                     |
| 1982 | Begin the Beguine (Volver a Empezar)                          | José Luis Garci          | Spania                     |
| 1983 | The Go Masters (未完の対局)                                   | Ji-shun Duan, Junya Sato | Japonia                    |
| 1984 | Annie's Coming Out                                            | Gil Brealey              | Australia                  |
| 1985 | Power of Evil (Le pouvoir du mal)                             | Krzysztof Zanussi        | Franța                     |
| 1986 | My Sweet Little Village (Vesničko má středisková)             | Jiří Menzel              | Cehoslovacia               |
| 1987 | Farewell Moscow (Mosca addio)                                 | Mauro Bolognini          | Italia                     |
| 1988 | Salaam Bombay!                                                | Mira Nair                | India                      |
| 1989 | Last Images of the Shipwreck (Últimas imágenes del naufragio) | Eliseo Subiela           | Argentina Spania           |
| 1989 | My Left Foot: The Story of Christy Brown                      | Jim Sheridan             | Irlanda                    |
| 1990 | Landscape with a Woman (Zena s krajolikom)                    | Ivica Matic              | Iugoslavia                 |
| 1991 | War and Youth (戦争と青春)                                    | Tadashi Imai             | Japonia                    |
| 1992 | Sofie                                                         | Henri Nathansen          | Danemarca                  |
| 1993 | The Long Silence (Il lungo silenzio)                          | Margarethe von Trotta    | Italia                     |
| 1994 | Once Were Warriors                                            | Alan Duff                | Noua Zeelandă              |
| 1995 | Deep River (深い河)                                           | Kei Kumai                | Japonia                    |
| 1996 | Hamsun                                                        | Jan Troell               | Norvegia Danemarca Suedia  |
| 1997 | Children of Heaven (بچه‌های آسمان)                             | Majid Majidi             | Iran                       |
| 1998 | The Lighthouse (El faro)                                      | Eduardo Mignogna         | Argentina Spania           |
| 1999 | Goya in Bordeaux (Goya en Burdeos)                            | Carlos Saura             | Spania                     |
| 2000 | Ali Zaoua: Prince of the Streets (علي زاوا)                   | Nabil Ayouch             | Maroc                      |
| 2001 | Abandoned (Torzók)                                            | Arpád Sopsits            | Ungaria                    |
| 2002 | The Last Train (El último tren: Corazón de fuego)             | Diego Arsuaga            | Uruguay Argentina          |
| 2003 | Gaz Bar Blues                                                 | Louis Bélanger           | Canada                     |
| 2004 | The Syrian Bride (הכלה הסורית)                                | Eran Riklis              | Israel                     |
| 2005 | Kamataki                                                      | Claude Gagnon            | Canada Japonia             |
| 2006 | A Long Walk (長い散歩)                                        | Eiji Okuda               | Japonia                    |
| 2007 | Ben X                                                         | Nic Balthazar            | Belgia Țările de Jos       |
| 2008 | Wolf (Varg)                                                   | Daniel Alfredson         | Suedia                     |
| 2009 | The Truce (Waffenstillstand)                                  | Lancelot von Naso        | Germania                   |
| 2010 | Oxygen (Adem)                                                 | Hans Van Nuffel          | Belgia                     |
| 2011 | David                                                         | Joel Fendelman           | Statele Unite ale Americii |
| 2012 | End of the No-Hunting Season (Ende der Schonzeit)             | Franziska Schlotterer    | Germania                   |
| 2013 | Life Feels Good (Chce się żyć)                                | Maciej Pieprzyca         | Polonia                    |
| 2014 | Cape Nostalgia (ふしぎな岬の物語)                             | Izuru Narushima          | Japonia                    |
| 2015 | The Midnight Orchestra (L'orchestre de minuit)                | Jérôme Cohen Olivar      | Maroc                      |
| 2016 | Premiul ecumenic nu a fost acordat                            |                          |                            |

### Berlin (din 1992)
| An   | Film                                                              | Regizor                    | Țară                       |
| ---- | ----------------------------------------------------------------- | -------------------------- | -------------------------- |
| 1992 | Infinitas (Бесконечность)                                         | Marlen Khutsiev            | Rusia                      |
| 1993 | Le Jeune Werther                                                  | Jacques Doillon            | Franța                     |
| 1994 | Ladybird, Ladybird                                                | Ken Loach                  | Regatul Unit               |
| 1995 | Summer Snow (女人四十)                                            | Ann Hui                    | Hong Kong, China           |
| 1996 | Dead Man Walking                                                  | Tim Robbins                | Statele Unite ale Americii |
| 1997 | no award                                                          |                            |                            |
| 1998 | Central Station (Central do Brasil)                               | Walter Salles              | Brazilia                   |
| 1998 | Cinema Alcázar (short film)                                       | Florence Jaugey            | Franța                     |
| 1999 | It All Starts Today (Ça commence aujourd'hui)                     | Bertrand Tavernier         | Franța                     |
| 2000 | The Road Home (我的父亲母亲)                                      | Zhang Yimou                | China                      |
| 2001 | Italian for Beginners (Italiensk for begyndere)                   | Lone Scherfig              | Danemarca Suedia           |
| 2002 | Bloody Sunday                                                     | Paul Greengrass            | Irlanda                    |
| 2003 | In This World                                                     | Michael Winterbottom       | Regatul Unit               |
| 2004 | Ae Fond Kiss…                                                     | Ken Loach                  | Regatul Unit               |
| 2005 | Sophie Scholl – The Final Days (Sophie Scholl – Die letzten Tage) | Marc Rothemund             | Germania                   |
| 2006 | Grbavica                                                          | Jasmila Žbanić             | Bosnia și Herțegovina      |
| 2007 | Tuya's Marriage (图雅的婚事)                                      | Wang Quan'an               | China                      |
| 2008 | I've Loved You So Long (Il y a longtemps que je t'aime)           | Philippe Claudel           | Franța                     |
| 2009 | Little Soldier (Lille soldat)                                     | Annette K. Olesen          | Danemarca                  |
| 2010 | Honey (Bal)                                                       | Semih Kaplanoğlu           | Turcia                     |
| 2011 | A Separation (جدایی نادر از سیمین)                                | Asghar Farhadi             | Iran                       |
| 2012 | Caesar Must Die (Cesare deve morire)                              | Paolo and Vittorio Taviani | Italia                     |
| 2013 | Gloria                                                            | Sebastián Lelio            | Chile                      |
| 2014 | Stations of the Cross (Kreuzweg)                                  | Dietrich Brüggemann        | Germania                   |
| 2015 | The Pearl Button (El botón de nácar)                              | Patricio Guzmán            | Chile                      |
| 2016 | Fire at Sea (Fuocoammare)                                         | Gianfranco Rosi            | Italia                     |

### Karlovy Vary (din 1994)
| An   | Film                                           | Regizor              | Țară                       |
| ---- | ---------------------------------------------- | -------------------- | -------------------------- |
| 1994 | Palms (Ладони)                                 | Artour Aristakisian  | Rusia                      |
| 1995 | The Garden (Záhrada)                           | Martin Sulík         | Slovacia Franța            |
| 1996 | Prisoner of the Mountains (Кавказский пленник) | Sergei Bodrov        | Rusia Kazahstan            |
| 1997 | Forgotten Light (Zapomenuté světlo)            | Vladimír Michálek    | Cehia                      |
| 1998 | The Harmonists (Comedian Harmonists)           | Joseph Vilsmaier     | Germania                   |
| 1999 | A Reasonable Man                               | Gavin Hood           | Africa de Sud              |
| 2000 | Big Animal (Duże zwierzę)                      | Jerzy Stuhr          | Polonia                    |
| 2001 | Chico                                          | Eduardo Rózsa Flores | Ungaria                    |
| 2002 | Cisza                                          | Michał Rosa          | Polonia                    |
| 2003 | Babusya (Бабуся)                               | Lidia Bobrova        | Rusia                      |
| 2004 | Cavedweller                                    | Lisa Cholodenko      | Statele Unite ale Americii |
| 2005 | Chinaman (Kinamand or 中国先生)                | Henrik Ruben Genz    | Danemarca China            |
| 2006 | Destiny (El destino)                           | Miguel Pereira       | Argentina                  |
| 2007 | Simple Things (Простые вещи)                   | Aleksey Popogrebskiy | Rusia                      |
| 2008 | The Photograph                                 | Nan Achnas           | Indonezia                  |
| 2009 | Twenty (بیست)                                  | Abdolreza Kahani     | Iran                       |
| 2010 | Another Sky (Другое небо)                      | Dmitry Mamuliya      | Rusia                      |
| 2011 | Cracks In The Shell (Die Unsichtbare)          | Christian Schwochow  | Germania                   |
| 2012 | Camion                                         | Rafaël Ouellet       | Canada                     |
| 2013 | Bluebird                                       | Lance Edmands        | Statele Unite ale Americii |
| 2014 | Corn Island (სიმინდის კუნძული)                 | Giorgi Ovashvili     | Georgia                    |
| 2015 | Bob and the Trees                              | Diego Ongaro         | Statele Unite ale Americii |
| 2016 | The Confessions (Le confessioni)               | Roberto Andò         | Italia                     |